# The Open Championship 1980
In 1980 werd de 109e editie van het Brits Open van woensdag 18 - zaterdag 21 juli gespeeld op de Muirfield Golf Links in Schotland.
Dit Open was vooral een strijd tussen Tom Watson en Lee Trevino. Ze stonden na ronde 1 samen aan de leiding na een ronde van 68. Trevino bleef na ronde 2 aan de leiding, en Watson deelde de tweede plaats met Ken Brown en Jerry Pate. Ronde 3 speelde Watson in 64 slagen, waarna hij vier slagen voor stond op Trevino en Brown. Ronde 4 speelde hij ook weer ruim onder par zodat hij de vierde Amerikaan werd die voor de derde keer het Open won, ditmaal met een voorsprong van vier slagen. Hij won $ 60.000, hetgeen een record was. Eerder in 1980 won hij vijf toernooien in de Verenigde Staten.

## Top-10
| Nr  | Speler        | Score           | Score | Prijs (£) |
| --- | ------------- | --------------- | ----- | --------- |
| 1   | Tom Watson    | 68-70-64-69=271 | –13   | 25.000    |
| 2   | Lee Trevino   | 68-67-71-69=275 | –9    | 17.500    |
| 3   | Ben Crenshaw  | 70-70-68-69=277 | –7    | 13.500    |
| T4  | Carl Mason    | 72-69-70-69=280 | –4    | 9.250     |
| T4  | Jack Nicklaus | 73-67-71-69=280 | –4    | 9.250     |
| T6  | Andy Bean     | 71-69-70-72=282 | –2    | 7.250     |
| T6  | Ken Brown     | 70-68-68-76=282 | –2    | 7.250     |
| T6  | Hubert Green  | 77-69-64-72=282 | –2    | 7.250     |
| T6  | Craig Stadler | 72-70-69-71=282 | –2    | 7.250     |
| T10 | Gil Morgan    | 70-70-71-72=283 | –1    | 5.750     |
| T10 | Jack Newton   | 69-71-73-70=283 | –1    | 5.750     |

Vanaf 1970:
1970 ·
1971 ·
1972 ·
1973 ·
1974 ·
1975 ·
1976 ·
1977 ·
1978 ·
1979 ·
1980 ·
1981 ·
1982 ·
1983 ·
1984 ·
1985 ·
1986 ·
1987 ·
1988 ·
1989 ·
1990 ·
1991 ·
1992 ·
1993 ·
1994 ·
1995 ·
1996 ·
1997 ·
1998 ·
1999 ·
2000 ·
2001 ·
2002 ·
2003 ·
2004 ·
2005 ·
2006 ·
2007 ·
2008 ·
2009 ·
2010 ·
2011 ·
2012 ·
2013 ·
2014 ·
2015 ·
2016 ·
2017 ·
2018 ·
2019 ·
2020